# 馬德里金庫盜數90分鐘
《馬德里金庫盜數90分鐘》（英語：Way Down） 是一部2021年西班牙懸疑動作片。導演豪梅·巴拿蓋魯的電影作品，並由佛萊迪·海默爾、尼恩·康尼翰主演。

## 劇情
西班牙國家中央銀行是全世界最難攻擊的銀行，團隊老大藝術鑑賞家華特（尼恩·康尼翰 飾演）看上這個銀行內的寶藏，並找來理工天才湯姆（佛萊迪·海默爾 飾演）破解金庫的祕密，闖進銀行的最深處。
銀行內的寶藏僅僅保管十天。但執行計畫僅有90分鐘，也是世界盃足球決賽時間，團隊藉此侵入銀行。

## 演員
- 佛萊迪·海默爾 飾演湯姆·約翰遜（Thom Johnson），理工天才
- 阿斯特麗德·伯格斯·弗瑞斯貝 飾演洛林（Lorraine），團隊神偷
- 山姆·萊利飾演詹姆士（James），團隊特勤人員
- 尼恩·康尼翰飾演沃爾特·莫蘭（Walter Moreland），團隊老大
- 芳姬·詹森飾演瑪格麗特（Margaret），政府特務

## 資料來源
1. ↑  《馬德里盜數90分鐘》上演最艱難銀行搶案！《佈局》製作團隊打造，闖入「全世界最難搶的金庫」。 美麗佳人 2020.12.18
2. ↑  
《馬德里金庫盜數90分鐘》趁「世足賽」打劫犯罪！ 《良醫墨非》佛萊迪海默首度化身超高智商搶犯  （页面存档备份，存于） 2021.1.8 BAZAAR

## 外部連結
- 互联网电影数据库（IMDb）上《Way Down》的资料（英文）